# Neritius
Neritius is een geslacht van rechtvleugeligen uit de familie veldsprinkhanen (Acrididae). De wetenschappelijke naam van dit geslacht is voor het eerst geldig gepubliceerd in 1914 door Bolívar.

## Soorten
Het geslacht Neritius omvat de volgende soorten:
- Neritius abyssinicus Uvarov, 1934
- Neritius kebreabstretchi Jago, 1994
- Neritius rothschildi Bolívar, 1914